# 専門学校日本神学校
専門学校日本神学校は、専修学校である（専修学校（せんしゅうがっこう、英称: specialized training college）とは、学校教育法第124条が定める日本の教育施設 である。）
学校法人レムナント学園が運営する。国家が認めた専門学校のため専修学校卒業の資格がもらえる。（短大卒相当）。国際ビジネス科（2年過程)、神学科（4年過程）、神学研究科（3年過程）、中国語科（2年過程）のコースがある。
プロテスタントの改革長老派の神学を基盤とした神学校である。
＝＝

## 日本神学校の信仰告白
我らは、神の御言葉に基づいた信仰基準としてウェストミンスター信仰告白と大･小教理問答を受け入れる福音主義の信仰に立つ。
1. 新・旧約聖書は神のみ言葉であり信仰と生活に対して正確で誤りのない唯一の規準である。
2. 神は唯一なるお方であり、そのお方のみを敬拝すべきである。
3. 神の統一性の中に、ひとつの本質、力、永遠性をもつ三つの位格がある。すなわち、父なる神、子なる神、聖霊なる神である。
4. 神は見えるものであれ、見えないものであれ、その力ある御言葉により創造し、保持し、統治し、決して罪を生み出したお方ではない。すべてをご自身の聖定によって計画し行われ、すべてのことは神の慈しみ深く知恵のある聖なる目的を実行するために働かれる。
5. 神は人を男女に創造され御自身のかたちにしたがって知識と義と聖なる存在として創造し、被造物の支配を託された。この世のすべての人は一つの根源から出て来たので皆、同胞であり兄弟姉妹である。
6. 人間の始祖であるアダムに善と悪を選ぶことができる意志の自由が与えられたが、サタンの誘惑によって神に対して罪を犯した。全人類の契約的な代表者であるアダムから普通の出生によって彼から出る全人類は、彼の最初の違反において、彼にあって罪を犯し、彼とともに堕落した。そして神との霊的な断絶とサタンの支配の中に置かれた。全ての人の罪性は、アダムの最初の罪の罪責を負っていること、原義を失っていること、人の性質全体の腐敗つまりいわゆる原罪があること、そこからあらゆる現実罪が生じていることである。その結果、現世と来世において神の公平な憤りと罰を受けることは当然である。
7. 人類の罪とサタンの支配と地獄の刑罰から救い、永遠なるいのちを与えようと神は無限なる愛をもって神の永遠なる唯一なる独り御子である主イエス・キリストをこの世に遣わされたので、そのお方のみによって救いを受けることができる。その方は、永遠にまことの神またまことの人であり続けられる。それで当時も今もいつまでも一つの位格に二つの性質を持つ神また人であり続けられる。聖霊の御力によって処女マリアの胎に宿り生まれた罪のないお方である。キリストは神の恵みの契約であり、三つの職務をもって仲保者になられた。真の王としてサタンを抑えて征服してくださり、その支配から信じる者たちを解放された。真の大祭司としてご自分の血で信じる者たちの罪を贖い、罪とのろいから解放された。また、罪人に代わって神の律法に完全に従い、体を献げ、真で、全き供え物となって神の公義を満足させ、罪人たちを神と和解させた。真の預言者として神と出会う永遠なるいのちの道を開いて下さった。このために十字架に架かって死なれ完全な救いをもたらし死人の中から三日目に復活し、神の右の座し、教会の頭となって教会を治め、そこからこの世を裁かれるために再臨される。
8. 父なる神と子なるイエスから来られた聖霊は、人が救いにあずかり、その救いを味わうようにしてくださり、罪と悲惨を自覚させ、私たちの心をキリストを知る知識に明るくし、私たちの意志を新しくするという仕方で、福音において一方的に提供されるイエス･キリストを私たちが受け入れるように説得し、受け入れさせてくださる。またその中で働かれすべての義の実を結ぶようにしたのである。
9. キリストが建てられた教会は、キリストが教会の頭となる。聖礼典は洗礼と聖餐である。すべての信者は神の子供であり、万民王、万民祭司、万民預言者として礼拝と奉仕と伝道の祝福なる権利と義務がある。地上の教会はサタンと闘う教会として、福音の真理を守り、主の至上命令である宣教命令と後世に信仰継承を遂行することが教会の最大の使命である。
10. 神はイエス･キリストにより、義をもってこの世界を裁く日を定められた。すべての権能とさばきとは、御父から彼に与えられている。その終わりの日に死んだ者は各々復活され、イエス･キリストを信じる者は栄光ある者によみがえさせられて、公に受け入れられ無罪と宣告され、永遠に、全く神を喜ぶことにおいて完全に祝福された状態にされる。神を知らずイエス･キリストの福音に服さない悪人は、悪魔とその使いたちとともに地獄で永遠に罰せられる。

以上の事を我らは信じる。

## 日本神学校沿革
- 2010年1月22日　学校法人レムナント学園日本神学校設立認可
  - 英語科、韓国語科、中国語科、神学科、神学研究科
  - 学級数:15クラス、総定員：385名
- 2010年4月1日　開校　初代学校長　朴鍾革博士　就任
- 2012年4月1日　2代目学校長　秋山均　就任
- 2013年8月10日　大学院長　金南植博士　就任
- 2015年4月1日　名誉学長　奥山実博士　就任
- 2025年4月1日　国際ビジネス科　新規開校